# Leipogramm
Ein Leipogramm (auch: Lipogramm; von altgriechisch λείπειν leípein „weglassen“ und γράμμα grámma „Buchstabe“) ist ein Text, in dem bewusst (literarisches Sprachspiel) oder unbewusst (Klangmalerei) auf die Verwendung eines oder mehrerer Buchstaben des Alphabets verzichtet wird. Die Schwierigkeit bei der Bildung eines Leipogramms resultiert zum einen aus der Länge des zu bildenden Textes, zum anderen aus der Häufigkeit der nicht zu verwendenden Buchstaben in der betreffenden Sprache. Leipogrammatik bezeichnet die Kunst, Leipogramme zu verfassen. Das Gegenstück zum Leipogramm ist das Pangramm.

## Geschichte des Leipogramms in Europa

### Antike
Das erste bezeugte Leipogramm ist das Fragment eines griechischen Hymnos auf die Hermionische Demeter ohne den Buchstaben Sigma, verfasst im 6. Jahrhundert vor Christus von dem griechischen Chorlyriker Lasos aus Hermione auf der Peloponnes. Des Weiteren schrieb er einen Dithyrambos mit dem Titel Kentauroi ohne Sigma. Der griechische Dichter Pindar dichtete im 6./5. Jahrhundert angeblich eine Ode ohne Sigma. Bei diesen ersten leipogrammatischen Versuchen haben vermutlich klangästhetische Aspekte im Vordergrund gestanden. So galt das Sigma als hässlicher Laut.
Danach dauerte es bis in 2./3. bzw. 5. nachchristliche Jahrhundert, bis Nestor von Laranda und nach dessen Vorbild der aus Ägypten stammende Epiker und Grammatiker Triphiodoros ihre – nicht erhaltenen – leipogrammatischen Bearbeitungen der Ilias bzw. der Odyssee verfassten, in welchen der den jeweiligen Gesang bezeichnende Buchstabe weggelassen wurde. Die beiden Homerischen Epen mit ihren jeweils 24 Gesängen wurden progressiv-leipogrammatisch bearbeitet; jeder der 24 Buchstaben des griechischen Alphabetes kommt der Reihe nach in dem mit dem jeweiligen Buchstaben nummerierten Gesang nicht vor.
Das nächste erhaltene, ebenfalls progressiv leipogrammatische Werk stammt aus dem 5. nachchristlichen Jahrhundert. Fulgentius, ein christlicher Schriftsteller und nicht zu verwechseln mit dem gleichnamigen Bischof von Ruspe, schrieb ein Werk De aetatibus mundi et hominis, eine christlich gedeutete Historie von Anbeginn der Welt, in dem in jedem Kapitel fortschreitend ein anderer Buchstabe des Alphabetes fehlt. Der Anfang des ersten, auf den Buchstaben A verzichtenden Kapitels:

„Primum igitur mundi tempus sumendum est ex primo homine infelicissimo precepti dominici contemtore et ex eius coniuge viri simplicis seductrice, in quibus et serpens invidus utrorumque deceptor ostenditur et mulier mortis primordium miseris successoribus repperitur“

„So muss nun mit der Geschichte der Welt beim höchst unglückseligen ersten Menschen, der göttliches Gebot überschritt, und bei dessen Weib, der Verführerin des schlichten Kerls, begonnen werden, wobei zugleich die missgünstige Viper offensichtlich beider Betrügerin und sein Weib der Ursprung des Todes (der Sterblichkeit) deren elender Sprösslinge ist.“

Es ist anzunehmen, dass manche leipogrammatische Werke aus der langen Zeitspanne zwischen Lasos und Nestor von Laranda verschollen sind.

### Mittelalter
Erst wieder im 12. Jahrhundert taucht ein weiteres leipogrammatisches Werk auf: Petrus Riga, Kanonikus von St. Denis bei Paris, schreibt eine Biblia versificata (Bibel in Versform), die leipogrammatische Teile enthält.

### Neuzeit

#### Barock
Wiederum gibt es eine größere Lücke zwischen Riga und der Barockzeit, in der das Leipogramm seine Hochblüte erreicht. Im spanischen Barock ist das Leipogramm weit verbreitet, ebenso im deutschen Barock. Es ist üblich, an passender Stelle ein Gedicht oder eine andere Textpassage ohne R einzusetzen. Beispiele sind Lope de Vega, Estebanillo Gonzalez, Francisco Navarrete y Ribera für den spanischen, Barthold Heinrich Brockes, Georg Philipp Harsdörffer, Christian Weise und Pfarrer Johann Conrad Bonorand für den deutschen Barock.
Der Spanier Alonso de Alcalá y Herrera schrieb fünf Novellen, in denen er der Reihe nach auf die fünf Vokale verzichtet.
Der Barockautor Barthold Heinrich Brockes vermeidet in seinem Gedicht Die auf ein starckes Ungewitter erfolgte Stille über längere Passagen das R, um die Stille zu symbolisieren; er verwendet darin aber den R-Laut auch umso stärker, als das Ungewitter niedergeht. Das Leipogramm wird hier als bewusstes Stilmittel zur klanglichen Gestaltung des Gedichtes genutzt. Der Barockdichter Georg Philipp Harsdörffer stellte in seinen achtteiligen Frauenzimmer Gesprechspiele, einer Sammlung von Gesellschaftsspielen für die barocke Salongesellschaft, u. a. zwei Konversationsaufgaben (Die bedingten Buchstaben und das Buchstabspiel) ohne Verwendung der Buchstaben M und L als gesellschaftsspielerischen Zeitvertreib und schrieb darin auch das Gedicht Süße Bestrafung ohne L. Christian Weise schrieb innerhalb seines Textes Die drei ärgsten Erznarren der ganzen Welt eine R-lose Rede für einen verliebten Mann, der das R nicht aussprechen konnte. Ähnliches berichtet Casanova in seiner Autobiographie Histoire de ma vie (Geschichte meines Lebens), in der er von der Feier einer illustren Gesellschaft in Ludwigsburg berichtet, bei der auch eine schöne Schauspielerin mit einem kleinen Sprachfehler anwesend war. Ihr schrieb er über Nacht eine Rolle um, so dass diese kein R mehr enthielt. Noch Ende des 18. Jahrhunderts schrieb Gottlob Wilhelm Burmann Gedichte ohne R. In seinem Werk Badinagen (1794) finden sich Texte, in denen jeweils mehrere Buchstaben des Alphabets nicht verwendet werden.

#### 19. Jahrhundert
Das Leipogramm hat seinen Höhepunkt längst überschritten. Nunmehr sind es eher literarische Sonderlinge und Außenseiter, die Leipogramme verfassen.
Franz Rittler und Leopold Kolbe, die beiden Kombattanten eines eigentlichen leipogrammatischen Wettstreits, sind als die produktivsten Autoren zu nennen. Im Jahr 1813 erschien Franz Rittlers Roman Die Zwillinge. Ein Versuch, aus sechzig aufgegebenen Worten einen Roman ohne R zu schreiben als Beweis der Reichhaltigkeit und Biegsamkeit der deutschen Sprache. Im drei Jahre später erschienenen Roman Keine Liebe ohne Qualen. Eine kleine Geschichte, einfach und doch künstlich reagierte Leopold Kolbe auf Rittlers Zwillinge und verwendete in diesem Buch ebenfalls kein R. Rittler, Kolbes Vorbild in Sachen Leipogramm, fügte der dritten Auflage seines Romans 1820 einen zweiten Teil hinzu, Emma und Gustav von Falkenau. Eine Fortsetzung des Versuchs, aus sechzig aufgegebenen Worten einen kleinen Roman ohne R zu schreiben. Zweiter Theil der Zwillinge. Darin kündigt er einen weiteren Leipogramm-Roman an, der auf das A, das B und das C verzichten will – allerdings wird er nie fertiggestellt. Ebenfalls 1813 verfasste Rittler einen weiteren kleinen R-lipogrammatischen Roman Lisette und Wilhelm. Außerdem veröffentlichte er 1826 in dem von Franz Gräffer herausgegebenen Taschenbuch Aurora noch den Brief ohne e.
Mit zwei R-losen Erzählungen ist Paul von Schönthan vertreten, zum einen mit Eine eigenthümliche Geschichte innerhalb seiner zwischen den Jahren 1877 und 1882 veröffentlichten Kleine Humoresken, zum anderen mit Wie die Goldfische entstanden sind. Eine Geschichte mit einem Haken, veröffentlicht im Deutschen Kinderkalender auf das Jahr 1883. Genannt sei weiterhin F. A. C. Keysers 1866 veröffentlichtes (vermutlich einziges) Werk Unterhaltende Geduldsproben in kleinen Romanen, Novellen und Erzählungen, in welchen jedes Mal ein bestimmter Buchstabe fortgelassen ist, nach der Reihenfolge des ganzen Alphabets. Von dem drei Hefte umfassenden Projekt existiert jedoch nur das erste Heft.

Jacques Aragos Voyage

In französischer Sprache ist der 1881 veröffentlichte Roman Curieux voyage autour du monde (Merkwürdige Weltreise) von Jacques Arago zu erwähnen, der – abgesehen vom Titel – auf den Buchstaben A verzichtet.

#### 20. Jahrhundert
Das Leipogramm ist als allgemein bekanntes, verbreitetes Spiel längst ausgestorben, und doch ist es das 20. Jahrhundert, in dem die besten und monumentalsten leipogrammatischen Werke geschrieben werden. Das E, häufigster Buchstabe im Deutschen, Französischen und Englischen, wird in Werken von Ernest Vincent Wright und Georges Perec kein einziges Mal verwendet.
1939 erschien Wrights Novelle Gadsby, welche vollständig ohne den Buchstaben E geschrieben wurde. Der französische Schriftsteller und Oulipist Georges Perec veröffentlichte 1969 einen 300-seitigen, E-losen Roman unter dem Titel La Disparition. Dieser wurde im Jahre 1986 von Eugen Helmlé mit dem Titel Anton Voyls Fortgang kongenial in die deutsche Sprache leipogrammatisch übersetzt.

„Voyl haust (doch das war mal) fast lichtlos, da Opalglas im Raum das Licht stark abhält. Mobiliar und Luxus sagt ihm nichts, darum ist Antons Wohnung schlicht und schmucklos. Kalkwand, Tisch, Stuhl und Sofa, und dazu stinkts furchtbar nach Knoblauch. Damit hat sichs. Für Bad und so was hat Anton Voyl nichts übrig, hälts für nutzlos, das ist für ihn Klimbim und Hokuspokus.“

Eugen Helmlé schrieb 1993 und 1995 ebenfalls zwei leipogrammatische Romane. In Im Nachtzug nach Lyon verzichtete er auf E und R, in Knall und Fall in Lyon zunächst auf E, dann auf R. Im Nachwort zu letzterem geht Helmlé auf die Sprache unter leipogrammatischer Beschränkung sowie auf die Übersetzung eines solchen Textes ein, u. a. auch auf Veränderungen, die mit der Sprache bei derartigen Arbeiten vor sich gehen, etwa „wenn das schnarrende R“ verschwindet. Auf das R hatte bereits im Jahr 1903 die deutsche Dichterin Friederike Kempner in ihren Gedichten ohne r verzichtet.
Klaas Huizing experimentiert mit drei Buchstaben: Er stellt zunächst einen 10½-zeiligen Text ohne N vor, tilgt in diesem Text in einem weiteren Schritt das O und in einem dritten Schritt auch noch das E, was zu erheblichen Umformulierungen zwingt.
Ein fortschreitendes Leipogramm in Form eines Briefromans, bei dem im Laufe des Romans immer mehr Buchstaben verschwinden, verfasste der US-amerikanische Autor Mark Dunn mit dem Titel Ella Minnow Pea – a Novel in Letters (deutsch Nollops Vermächtnis).
Das berühmte Gedicht ottos mops von Ernst Jandl ist allerdings kein Leipogramm, sondern gehört zu den Monovokalismen. Zeitgenössische leipogrammatische Prosadichtungen existieren u. a. von Brigitta Falkner und Ilse Kilic. Kilic veröffentlichte die Bücher Oskars Moral und Monikas Chaosprotokoll: Im Dampfkochtopf von Oskars Moral, in dem sie in zahlreichen Einzeltexten verschiedenste Arten von Leipogrammen verwendet. Auch in dem Lied Der Fremde aus Indien der Band Ton Steine Scherben findet sich (außer in der Überschrift) kein E. In Robert Gernhardts humoristischem Gedicht Der Tag, an dem das   verschwand fehlt das L.

#### 21. Jahrhundert
Anlässlich der Gerichtsprozesse, mit denen die Telekom einen Buchstaben als Markenzeichen verteidigte, veröffentlichte „Ulrich S(t)ock“ seine Glosse „60 Sekunden ohne T“. Der isländische Autor Sindri Freysson greift in seiner Erzählung E-Mail (2011) auf Perecs Roman La Disparition zurück, in dem der in vielen Sprachen häufigste Buchstabe, das e, vermieden wird, als Gleichnis für die Möglichkeit, auch die Weltbevölkerung zu reduzieren.
Der Roman ohne E (2012) führt das Leipogramm schon in seinem Titel.
Im Jahr 2016 hat Ulrich Goerdten eine Sammlung von Gedichten unter dem Titel Lürische Ybungen vorgelegt. In den Gedichten ist der Buchstabenvorrat des Alphabets planmäßig auf wenige Buchstaben eingeschränkt, indem die Lettern bestimmter Wörter oder Wortfolgen zur Grundlage für neue Sprachprodukte genommen werden. 2019 folgte eine zweite Sammlung, in der auch besondere Verfahrensweisen von Oulipo verwendet werden.

## Leipogramme in den verschiedenen Kulturkreisen und im Volkstum
Leipogramme gibt es nicht nur bei europäischen Barockdichtern oder sprachmathematischen Oulipisten. Leipogramme sind ein Stilmittel, das – sehr wahrscheinlich unabhängig voneinander – von zahlreichen Hochkulturen hervorgebracht wurde. Die klassische persische Literatur kennt das Leipogramm, ebenso der Kâvya-Stil der indischen Sanskritliteratur. Aufsehenerregend ist die Leipogrammatik in Anatolien: Die Asiks, Poeten des türkischen Hochlandes, kennen die Leipogrammatik unter dem Namen Dudak değmez (etwa ‚die Lippen nicht berühren‘). Gemeint sind Leipogramme, bei denen es nicht erlaubt ist, Labiale zu verwenden. Am jährlichen Wettstreit in Konya gilt die Dudak degmez als härteste von zwölf Disziplinen. Die Teilnehmer platzieren sich eine Nadel zwischen den Lippen, um nicht in Versuchung zu kommen, Labiale, bei denen die Lippen berührt werden, zu verwenden. Am höchsten entwickelt haben die Kunst der Leipogramme die Asiks von Erzurum.

## Systematik der verschiedenen Arten von Leipogrammen
Die folgende Grafik zeigt eine einfache Systematik der verschiedenen Arten von Leipogrammen:

## Philosophische Hintergründe der Leipogramme
Das Leipogramm ist im Zusammenhang sowohl mit Sprachspielen als auch mit methodischer Beschränkung, etwa im Sinne von Oulipo (L'Ouvroir de Littérature Potentielle „Werkstatt für Potentielle Literatur“), zu sehen.
Der Leipogramm-Roman hat eine bis in die Antike zurückreichende Tradition und gelangte im deutschen Barock zu neuer Blüte.
Die Schwierigkeit eines Leipogramms ergibt sich aus der Häufigkeit, mit der ein Buchstabe, auf den verzichtet wird, in der verwendeten Sprache vorkommt. Leipogramme wollen meist nicht als bloße Kuriosa wahrgenommen werden, sondern erheben den Anspruch, einen ganz spezifischen Blick auf Sprache und damit auch auf Wirklichkeit zu werfen.